# Ante Ivanković (novinar)
Ante Ivanković (Buhovo kod Širokog Brijega, 11. lipnja 1939.) je bosanskohercegovački i hrvatski televizijski novinar, publicist i srednjoškolski profesor. 

## Životopis
Rodio se u Buhovu kod Širokog Brijega. Škole je pohađao u Čerinu kod Čitluka, Tomislavgradu, Splitu i Sarajevu. Poslije studija zaposlio se u tomislavgradskoj gimnaziji. Ondje je 7 godina predavao hrvatski jezik, latinski jezik i povijest umjetnosti. Nakon toga zaposlio se na RTV Sarajevu gdje je radio 6 godina. 1976. godine zaposlio se je u Splitu gdje je bio televizijski novinar splitskog studija HRT-a sve do 2004. godine. Od 1992. do 2000. bio je urednik tog studija. Za vrijeme Domovinskog rata dragovoljno se uključio u obranu Hrvatske. Osnovao je ratni studio HRT-a u Metkoviću, gdje je bio urednik te ratni studio HRT-a u Kninu. Skoro cijeli Domovinski rat bio je ratni izvjestitelj. Izvješćivao je s prvih crta hrvatskih i hercegbosanskih bojišta.

## Djela
- S kamerom Hrvatske televizije u Domovinskom ratu
- Duvanjska prezimena
- Prezimena općine Dugopolje
- Podrijetlo hrvatskih rodova vrličkog područja
- Podrijetlo hrvatskih rodova u Trilju i okolici
- Podrijetlo hrvatskih rodova u općini Otok na Cetini
- Podrijetlo hrvatskih rodova u Turjacima pokraj Sinja
- Hrvatski rodovi u župi Podbablje
- Hrvatski rodovi u župi Vinjani
- Hrvatski rodovi općine Muć
- Prezimena općine Dicmo
- Prezimena općine Lećevica
- Dobranje: ljudi i tlo

## Nagrade i priznanja
Odlikovan je Redom Danice hrvatske s likom Antuna Radića (1995.) za zasluge u kulturi.
- Nositelj je Spomenice Domovinskoga rata, Medalje za iznimne pothvate u Domovinskom ratu, medalje Ljeto 95, medalje Oluja.
- nagrada Saveza novinara Bosne i Hercegovine
- Zlatno pero Hrvatskog novinarskog društva
- nagrada za životno djelo Županije Splitsko-dalmatinske (2004. godine)[2]
- posebno priznanje za promociju vinogradarstva i vinarstva u medijima[3]

## Vanjske poveznice
- Ante Matić: Duvnjaci genijalci  Arhivirana inačica izvorne stranice od 9. kolovoza 2014. (Wayback Machine), 9. ožujka 2012.